# Нотіс Сфакіанакіс
Панайотіс (Нотіс) Сфакіанакіс (грец. Νότης Σφακιανάκης, народився 2 листопада 1959 року, Геракліон, Крит, Греція) — грецький співак лаїка музики, який є одним з найбільш комерційно успішних артистів у  Греції та на Кіпрі.

## Біографія
Нотіс жив перші сім років свого життя на острові Крит, коли його батьки розлучилися, він переїхав на о.Кос, де жили родичі його матері. Він ріс в основному в Косі, під опікою бабусі і дідуся, а деякі короткі періоди, провів у  Німеччині, де жила його мати після другого шлюбу. Коли йому виповнилося двадцять років Нотіс став диск-жокеєм. Він підтримував себе, працюючи електриком, сантехніком, офіціантом. У 1985 році він сформував групу і грав у клубах м.  Кос. Через відсутність успіху група розпалася менш ніж через рік. У 1986 році Нотіс повернувся на Крит, щоб почати сольну кар'єру співака. У 1988 році він відправився до  Афін. Влітку 1990 року — до Салоніки. Генеральний менеджер Sony у Греції Bourmas підписав зі Сфакіанакісом контракт і в червні 1991 року він випустив свій перший альбом «ΠΡΩΤΗ ΦΟΡΑ» (Sony Music), який увійшов в грецьку першу десятку.
Його запис пісні «O Aetos» є одним з найпопулярніших пісень у грецькій історії музики. Сфакіанакіс був найбільш продаваним виконавцем 1990-х років і визначений як найбільш продаваний грецький співак свого покоління.
1 листопада 2011 року був нагороджений мульти-платиновий альбом «21+4 Ματωμένο Δάκρυ» Нотіса Сфакіанакіса. Газета «Прото Тема» присвятила цій події спеціальне видання.
На початку лютого 2012 року співак записав нову пісню «Квадрат» (грец. Η πλατεία), яка відображає соціально-економічну ситуацію в  Греції та переживання і біль співака з цього приводу. Соціальна пісня «Квадрат» є провісником нового альбому Нотіса Сфакіанакіса, який буде випущений у вересні наступного року.
Взимку 2011–2012 року співпрацює з  Ангелікою Іліаді в клубі «Священний Шлях» («Ιερά Οδό») в Афінах, з 20 квітня 2012 року вони почали спільні виступи в Салоніках в «Odeon». У липні 2012 року Нотіс записав нову пісню «Εσύ, η θάλασσα» (музика  Дімоса Анастасіадіса, текст Вікі Геротодору). Взимку 2014 — 2015 років Сфакіанакіс співає на сцені клуба Φωταέριο разом з гуртом Vegas та співачкою Shaya.

## Особисте життя
Сфакіанакіс одружений і має двох дітей-двійнят, сина на ім'я Аполлон та дочку - Афродіта,. Родина живе в Афінах. У 2003 році Сфакіанакіса зробили операцію на його голосові зв'язки, що призводить до двохрічної перерви між його альбомом «Milisoun Та Tragoudia» і наступним «Me Agapi O, ти Kaneis».

## Погляди
Сфакіанакіс також відомий за його суперечливого образу і відвертої манері і думки.
Він часто дає інтерв'ю з різних соціальних і політичних питань. Він критикує культуру і спосіб життя сучасного грецького суспільства, інертність своїх співгромадян, і вважає, що єдиним виходом є підвищення грамотності і вивчення давньої грецької цивілізації. З піснею «Вівці» (2003) критикує  Джорджа Буша за вторгнення в Афганістан і Ірак. З піснею «Пожежа» (2006) критикує грецькі компанії за пісні низького рівня.

## Дискографія
- 1991 — Πρωτη φορα
- 1992 — Εισαι ενα πιστολι
- 1993 — Νοτιοανατολικα του κοσμου
- 1994 — Με το ν και με το σ
- 1996 — 5o βημα
- 1997 — Προ δια φημην (cd single)
- 1997 — Εμπεριων συλλεκτης
- 1998 — Οι νοτες εισαι 7 ψυχες
- 1999 — Προαγγελος (cd single)
- 1999 — XXX ενθυμιον
- 1999 — Around The world (cd single)
- 2000 — Πολυχρωμα και εντονα
- 2001 — Τελος …διχος τελος (cd single)
- 2002 — 9/8 τα ζεΪμπεκικα του νοτη
- 2002 — Ανοιξις (cd single)
- 2002 — Ας μιλησουν τα τραγουδια
- 2003 — 10 με τονο
- 2004 — Με αγαπη οτι κανεις
- 2005 — Ανα…γέννησις
- 2006 — Κοινωνία ώρα… (Cd single)
- 2007 — Νύκτες… Μαγικές (2CDs — Live)
- 2008 — Μνημες
- 2011 — 21+4 Ματωμένα Δάκρυα
- 2013 — 16 Αυτοτελείς Ιστορίες